# Velký Belt
Velký Belt (dánsky Storebælt) je prostřední z Dánských úžin, které spojují Baltské moře a průliv Kattegat. Nachází se mezi ostrovy Lolland a Sjælland na východě a Langeland a Fyn na západě. Je 120 km dlouhý a minimálně 11 km široký. Maximální hloubka je 58 m a minimální hloubka 15 m. Zamrzá v tuhých zimách.

## Ostrovy
V průlivu se nacházejí ostrovy Sprogø, Agersø, Romsø, Musholm, Omø.

## Doprava
Železniční trajekt spojoval Nyborg na Fynu s Korsørem na Sjællandu. Od roku 1997 vede mezi oběma městy přes průliv most (železnice vede do poloviny po mostě a v druhé části podmořským tunelem).